# Cacosternum karooicum
Cacosternum karooicum es una especie  de anfibios de la familia Pyxicephalidae.

## Distribución geográfica
Es endémico de Sudáfrica, en el Karoo. 

## Estado de conservación
Se encuentra amenazada de extinción por la pérdida de su hábitat natural.